# クイズでクイズ
『SHARP・クイズでクイズ』（シャープ クイズでクイズ）は、1980年10月7日から1981年1月27日まで日本テレビ系列局で放送されていた日本テレビ製作のクイズ番組である。全17回。シャープの一社提供。放送時間は毎週火曜 19:00 - 19:30 （日本標準時）。

## 概要
毎回あるテーマに基づいて集められた人物40人に4択のアンケートを出し、その結果（4択に対する回答ならびに回答人数）を一般解答者のペア4組が予想していた視聴者参加型のクイズ番組である。

## 司会
- あおい輝彦 - あおいにとってはこれが初司会のクイズ番組となった。
- 相原友子

## ルール
出場者は2人1組の一般解答者が4組。それとは別に、毎回様々なジャンルで統一されたパネリストが40人いた。問題は計6問。

### 第1問 - 第5問
- まず40名のパネリストに4択のアンケートを出し、パネリストはA・B・C・Dの中から1つのボタンを押して回答する。
- 一般解答者はどの答に一番回答が有ったかを解答し、さらにその票数も解答する。
- 回答結果を発表し、正解チームで賞金3万円を頭割りする（下記）。さらに票数も正解したチームは、5万円を獲得（複数いても頭割りしない）。

### ファイナルチャンス
- まずアンケートをとる前、一般解答者は持ち金の中から好きな金額を1万円単位で賭ける。賭ける賭けないは自由だが、1万円未満のチームは賭けることができない。
- その後、アンケート回答・解答・結果発表を行い、不正解チームは賭け金没収。正解チームは賭け金と3万円の頭割り分（票数正解チームはさらに5万円）が与えられる。

最終的に獲得賞金額の一番高いチームが「トップ賞」となり、スポンサーのシャープからカラーテレビや電子レンジなどの電化製品が贈られた。

### 賞金3万円の頭割り分
1. ￥30,000
2. ￥15,000
3. ￥10,000
4. ￥8,000 - 厳密には￥7,500だが、賞金表示機の都合上￥8,000。

## 放送リスト
| 回 | 放送日         | サブタイトル（テーマ）                   |
| -- | -------------- | ---------------------------------------- |
| 1  | 1980年 10月7日 | 直撃!!美人スチュワーデス40人に聞く!      |
| 2  | 10月14日       | 直撃!!本年度デビュー新人歌手40名は?      |
| 3  | 10月21日       | 占い師40名を直撃!!百恵、友和の結婚は?    |
| 4  | 10月28日       | 直撃!!命知らず美人消防官に聞く!          |
| 5  | 11月4日        | 美女40人に直撃!!ミス日本からミス千葉まで |
| 6  | 11月11日       | 直撃!!大学教授40名の小学校の成績は?      |
| 7  | 11月18日       | 有名予備校40名直撃!!女友達は必要!?       |
| 8  | 11月25日       | デブこそ最高!?肥満連盟大集合             |
| 9  | 12月2日        | 全国民放美人アナウンサー40名大集合!!     |
| 10 | 12月9日        | 留学生40名直撃!!一番嫌いな食べ物は?      |
| 11 | 12月16日       | 爆笑連発!!若手落語家40名大集合!          |
| 12 | 12月23日       | 花の宝塚!月組40名大集合                  |
| 13 | 12月30日       | 小学6年40名直撃!一番嫌いな小言は?        |
| 14 | 1981年 1月6日  | 新婚夫婦40組!                            |
| 15 | 1月13日        | 今年成人!花の女子大生40名直撃            |
| 16 | 1月20日        | タクシー運転手40名を直撃!一番嫌な客とは? |
| 17 | 1月27日        | 女子プロレス40名全員集合                 |

（参考：『下野新聞 縮刷版』下野新聞社、1980年10月7日 - 1981年1月27日のラジオ・テレビ欄。）

## エピソード
「ファイナルチャンス」は賭けなくてもラッキーなら8万円が獲得できるため、全く賭けないか、あるいは少なめに賭けるチームが多かった。だが、「若手落語家の巻」（第11回。1980年12月16日放送）の回では少なく賭けるチームがやたらと多く、落語家パネリストからは「セコ〜い!!」とブーイングがかかった。